# ألفرد فيشر (مجدف)
ألفرد فيشر هو مجدف سويسري، ولد في 16 فبراير 1960.

## وصلات خارجية
- ألفرد فيشر على موقع الاتحاد الدولي للتجديف (الإنجليزية)
- ألفرد فيشر على موقع اللجنة الأولمبية الدولية (الإنجليزية)
- ألفرد فيشر على موقع أوليمبيديا (الإنجليزية)